# Григорій (Цветков)
Єпископ Григорій (в миру Красимир Маринов Цвєтков, 19 вересня 1970, Ботевград) — єпископ Болгарської православної церкви, митрополит Врачанський.

## Біографія
Народився 19 вересня 1970 року в Ботевграді з світським ім'ям Красимира Маринов Цвєтков. Закінчив Природничо-математичну середню школу у своєму місті. У 1995 році закінчив дворічний паралельний курс Софійської духовної семінарії.
17 листопада 1996 року під іменем Григорій прийняв чернецтво в Гаджидимівському монастирі святого Георгія. Наступного дня був висвячений в сан ієродиякона, а в 1997 році — в ієромонаха. 21 грудня 1998 року був зведений в сан архімандрита. Закінчив теологічний факультет Афінського університету в 1999 році.
Пройшов послух у Софійській єпархії і 1 листопада 2007 року був призначений протосингелом єпархії. 28 жовтня 2010 Священним Синодом Болгарської Православної Церкви обраний єпископом Браницьким, вікарієм Софійській єпархії.
7 лютого 2011 року Священний Синод призначив єпископа Григорія Браницького настоятелем Троянського монастиря. 30 квітня 2014 року був звільнений з посади настоятеля Троянського монастиря. 1 травня 2014 року він був призначений вікарієм Патріарха Неофіта Болгарського.
Після смерті митрополита Калініка Врачанського наприкінці 2016 року, 12 березня 2017 року 13 митрополитів Священного Синоду одноголосно обрали єпископа Григорія Браницького новим митрополитом Врачанським. Був висвячений у своїй єпархії 18 березня 2017 року.
19 березня 2024 року на засіданні Священного Синоду обраний місцеблюстителем патріарха Болгарського.